# Abdelfettah Boukhriss
Abdelfettah Boukhriss (Rabat, 22 ottobre 1986) è un calciatore marocchino, difensore del Raja Casablanca.